# L'estate sta finendo
L'estate sta finendo är en singel från 1985 av den italienska italo disco-duon Righeira, skriven av sångarna Johnson Righeira och Michael Righeira och producenten Carmelo La Bionda. Den utgavs som duons femte singel 1985 via skivbolaget CGD och nådde nummer ett i Italien.

## Låtlistor och format
- Italiensk 7"-singel[1]

A. "L'estate sta finendo" – 3:30
B. "Prima dell'estate" – 3:30
- Italiensk 12"-singel[2]

A. "L'estate sta finendo" – 5:02
B1. "Prima dell'estate" – 2:25
B2. "L'estate sta finendo" – 3:45
- Tysk 7"-singel[3]

A. "L'estate sta finendo" – 3:48
B. "Prima dell'estate" – 2:58
- Nederländsk 7"-singel[4]

A. "L'estate sta finendo" – 3:45
B. "Prima dell'estate" – 2:52

## Medverkande
Righeira
- Johnson Righeira – sång
- Michael Righeira – sång

## Topplistor

### Veckolistor
| Lista (1985) | Högsta position |
| ------------ | --------------- |
| Italien      | 1               |
| Schweiz      | 18              |
| Västtyskland | 35              |